# 오석락
오석락(吳錫洛, 1934년 ~ 2014년 3월 25일)은 제20대 청주지방법원장을 역임한 법조인이다. 김기홍 전 대법원 판사와 동서지간이며, 김치열 전 법무장관의 매제다.

## 생애
1934년  경상북도 김천시에서 태어난 오석락은 김천고등학교와 고려대학교 법학과를 졸업하고  김덕주 전 대법원장, 최재호 대법관, 이재성 대법관, 김진우 헌법재판관, 김태경 경기도지사, 김동환 변호사 등과 함께 30명을 선발한 1956년 제7회 고등고시 사법과에 합격해 판사에 임용되었다. 
서울고등법원 판사, 서울민사지방법원 부장판사, 서울민사지방법원 수석부장판사, 청주지방법원장 등을 지내다가 대학교로 가지 않고 동서인 김기홍의 권유로 변호사를 개업해 문인구 변호사가 회장으로 있던 1987년 대한변호사협회에서 1987년) 공보이사와 총무이사 겸 사무총장을 하다가 김선 변호사가 회장으로 재임하던 1995년에 부회장을 하였으며 대한법률구조공단 이사, 중앙환경분쟁조정위원 등을 역임했다. 
고등고시 동기인 김동환 변호사에 의하면 오석락은 "내성적이지만 주관이 뚜렷하다"고 밝히면서 "법원장 재직할 때 지역 기관장 모임에 참석하지 않았다"고 했다.
법률과 수필 등 다수의 책을 저술했던 오석락은 광림교회에서 함께 다니던 법조인들이 모여 애중회를 만들었으며, 1984년 12월 12일에 변호사 사무소가 있던 명지빌딩의 변호사 사무실 직원들과 함께 명우회를 결성하여 봉사활동을 했다.
2002년쯤 수혈을 받다가 C형간염의 보균자가 되었고 이후 간경화가 진행되어 1년정도 투병하다 2014년 3월 25일 사망했다.

## 저서
법률 서적
- <입증책임론>
- <공해소송의 제문제>

수필집
- <미니스커트와 법정>(1986년, 법률신문)
- 변호사들이 이기주의와 냉소주의를 버리고 변호사의 사회적인 책임을 다해야 한다는 내용이 있는 <신변호사도>(1987년, 일신사)
- <보이지 않는 법정>(1992년, 법률신문사)